# Clemensstraße (Lübeck)

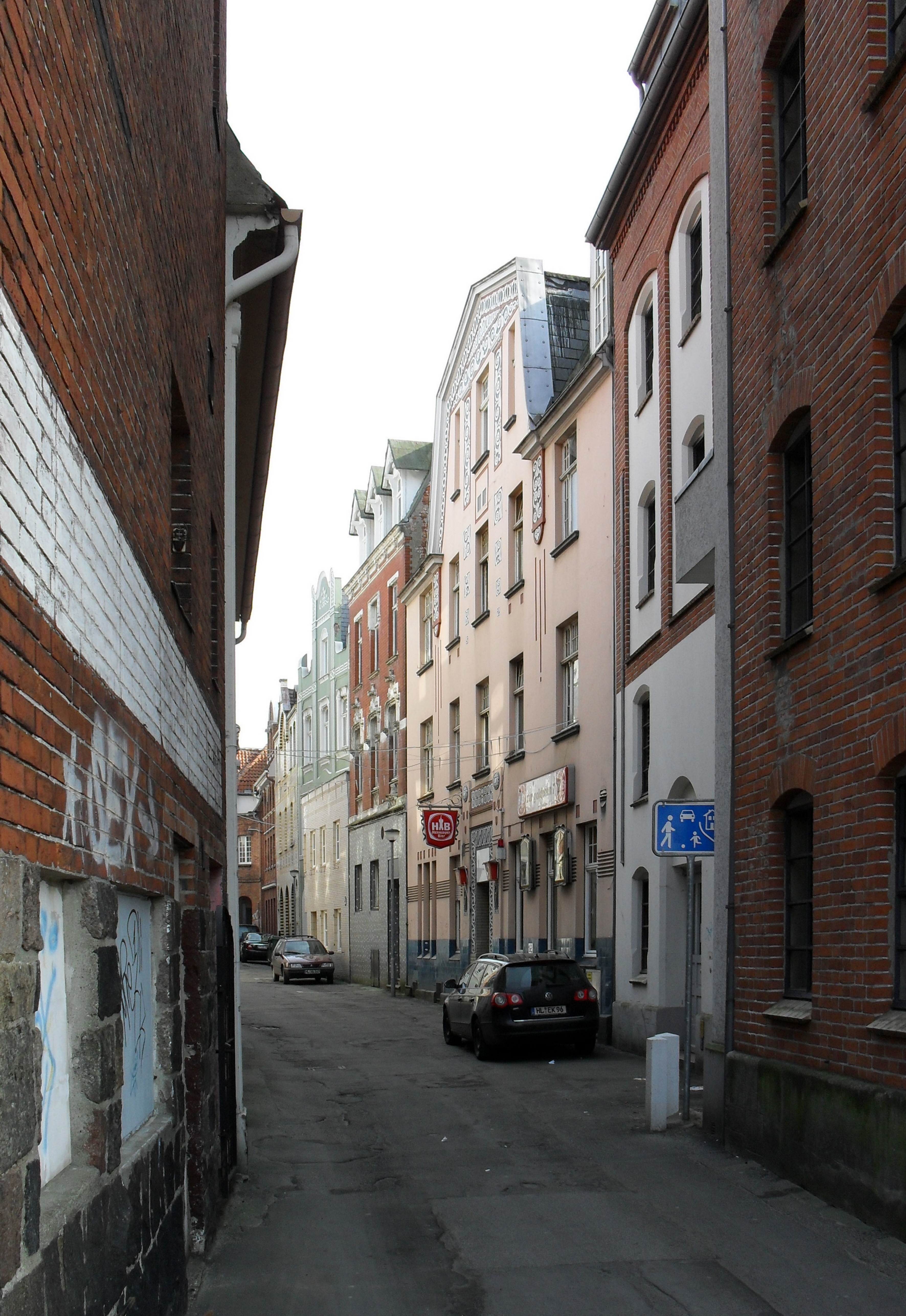
Die Clemensstraße, Blick von der Untertrave

Die Clemensstraße, rot markiert

Die Clemensstraße ist eine Straße der Lübecker Altstadt.

## Lage
Die etwa 90 Meter lange Clemensstraße befindet sich im nordwestlichen Teil der Altstadtinsel im Marien-Magdalenen Quartier. Sie verläuft annähernd in Ost-West-Richtung – mit einem scharfen Doppelknick etwa auf halber Strecke – und verbindet die Böttcherstraße mit der Straße An der Untertrave.

## Geschichte
Erstmals urkundlich erwähnt wird die Clemensstraße 1318 mit dem lateinischen Namen Prope cimiterium sancti Clementis (Beim St.-Clemens-Kirchhof) nach der hier befindlichen Kirche St. Clemens, die seit 1257 existierte, 1803 profaniert und 1899 abgebrochen wurde.
1325 ist als Name Parva platea, cum itur de cymerterio sancti Clementis ad Travenam (Kleine Straße, die vom St.-Clemens-Kirchhof zur Trave führt) verzeichnet, 1352 Apud sanctum Clementem (Bei St. Clemens). 1484 lautet der niederdeutsche Name Sunte Clemensstrate, 1486 Sunte Clemenstwiete und 1614 Clementestwiete. 1852 wurde Clemenstwiete amtlich als Straßenname festgelegt, jedoch 1927 zur seitdem verwendeten Form Clemensstraße geändert.
Seit der Mitte des 19. Jahrhunderts entwickelte sich die Clemensstraße zum Rotlichtviertel Lübecks und wurde zur Jahrhundertwende als Sperrbezirk ausgewiesen, in dem die Prostitution legal war. Entsprechend wurde die Straße Standort mehrerer Bordelle. Das als Weißer Engel und Goldener Engel bekannte Bordell im Haus Clemensstraße 10 fand als Blauer Engel in Heinrich Manns Roman Professor Unrat Eingang in die Literaturgeschichte.
In den 1970er Jahren erreichte die Nutzung der Clemensstraße als Rotlichtviertel ihren Höhepunkt; zu dieser Zeit waren dort 14 Bordellbetriebe mit 160 Prostituierten ansässig. Seitdem ging die Zahl der Etablissements und der hier beschäftigten Frauen kontinuierlich zurück, bis Ende Dezember 2006 mit der Goldenen 7 das letzte Bordell schloss und die Clemensstraße ihre in Lübeck sprichwörtliche Funktion endgültig verlor.
2010 eröffnete das Haus 8 unter dem Namen „Blauer Engel“ dem Lübecker Nachtleben erneut seine Türen. Zunächst als Studentenkneipe beworben, entwickelte sich das Lokal und auch die Clemensstraße zu einem Mittelpunkt Lübecker Kneipenkultur, in dem sich auch weitere Gastronomiebetriebe angesiedelt haben.